# Allen Thurman
Allen Granberry Thurman (ur. 13 listopada 1813 w Lynchburgu, zm. 12 grudnia 1895 w Columbus) – amerykański polityk, kandydat na wiceprezydenta w 1888 roku.

## Biografia
Urodził się 13 listopada 1813 w Lynchburgu. Krótko po narodzinach przeniósł się z rodziną do Chillicothe, gdzie uczęszczał do szkół. Pracując jako sekretarz gubernatora, studiował prawo i w 1835 roku został przyjęty do palestry. W 1845 roku został wybrany do Izby Reprezentantów, gdzie zasiadał przez dwa lata. Następnie powrócił do praktykowania prawa, a w latach 50. XIX wieku zajmował wysokie stanowiska w Sądzie Najwyższym Ohio. W 1867 roku bezskutecznie ubiegał się o stanowisko gubernatora Ohio, a rok później wygrał wybory do Senatu z ramienia Partii Demokratycznej. Mandat senatora pełnił do 1881 roku, a w latach 1779–1880 był przewodniczącym pro tempore Senatu. Podczas wyborów w 1876 roku został członkiem piętnastoosobowej komisji, której zadaniem było rozstrzygnięcie ważności głosów powszechnych z Karoliny Południowej, Luizjany i Florydy. Za czasów administracji prezydenta Jamesa Garfielda był członkiem międzynarodowej konferencji monetarnej w Paryżu. W wyborach prezydenckich w 1888 roku otrzymał nominację wiceprezydencką przy Groverze Clevelandzie. W głosowaniu Kolegium Elektorów uzyskał 168 głosów, ustępując Leviowi Mortonowi. Thurman zmarł 12 grudnia 1895 w Columbus.